# Керубини, Луиджи
Луиджи Керубини (полное имя — Мария Луиджи Карло Зенобио Сальваторе Керубини; итал. Maria Luigi Carlo Zenobio Salvatore Cherubini; 14 сентября 1760, Флоренция, — 15 марта 1842, Париж) — итальянский композитор, музыкальный педагог и музыкальный теоретик, главный представитель жанра опера спасения; большую часть своей жизни проведший во Франции (с 1788 до кончины).

## Биография
Луиджи родился в семье музыканта Бартоломео Керубини и под его руководством получил начальное музыкальное образование; продолжил в Болонье у Джузеппе Сарти, под его руководством изучал контрапункт и полифоническое письмо, осваивал жанры духовной музыки — мессы, литании и мотета, и наиболее распространённые в то время светские жанры: оперы-seria и оперы-buffa, из которых первая считалась аристократической, а вторая пользовалась наибольшей популярностью.
Музыку Керубини сочинял с детства; поначалу преимущественно церковную: к 18 годам на его счету было уже 38 опусов; к жанру оперы впервые обратился в 15 лет, написав комическое интермеццо «Игрок» (Il giocatore). Его первая полномасштабная опера — «Квинт Фабий», поставленная в 1779 году, — сразу же привлекла внимание к молодому композитору: заказы приходили не только из итальянских городов — Рима, Флоренции, Венеции и др., но и из Лондона.
В начале 80-х Керубини покинул Италию и поселился в Лондоне, где в 1784—1786 годах занимал пост придворного композитора Георга III. После недолгого пребывания в Италии, где в туринском театре «Реджо» была поставлена его опера-сериа «Ифигения в Авлиде», Керубини в 1788 году обосновался в Париже, где жил до конца своих дней. Первой поставленной в Париже оперой стал «Демофонт», написанный на либретто Ж.-Ф. Мармонтеля (1788); в 1789 году Керубини сменил Никколо Пиччини на посту руководителя Итальянской оперы.
Увлечённый идеями Великой французской революции, Керубини стал одним из главных её композиторов, создавал гимны, песни, марши, пьесы для торжественных шествий и траурных церемоний Революции, в их числе «Республиканская песнь», «Гимн братства», «Гимн Пантеону», Траурный марш.

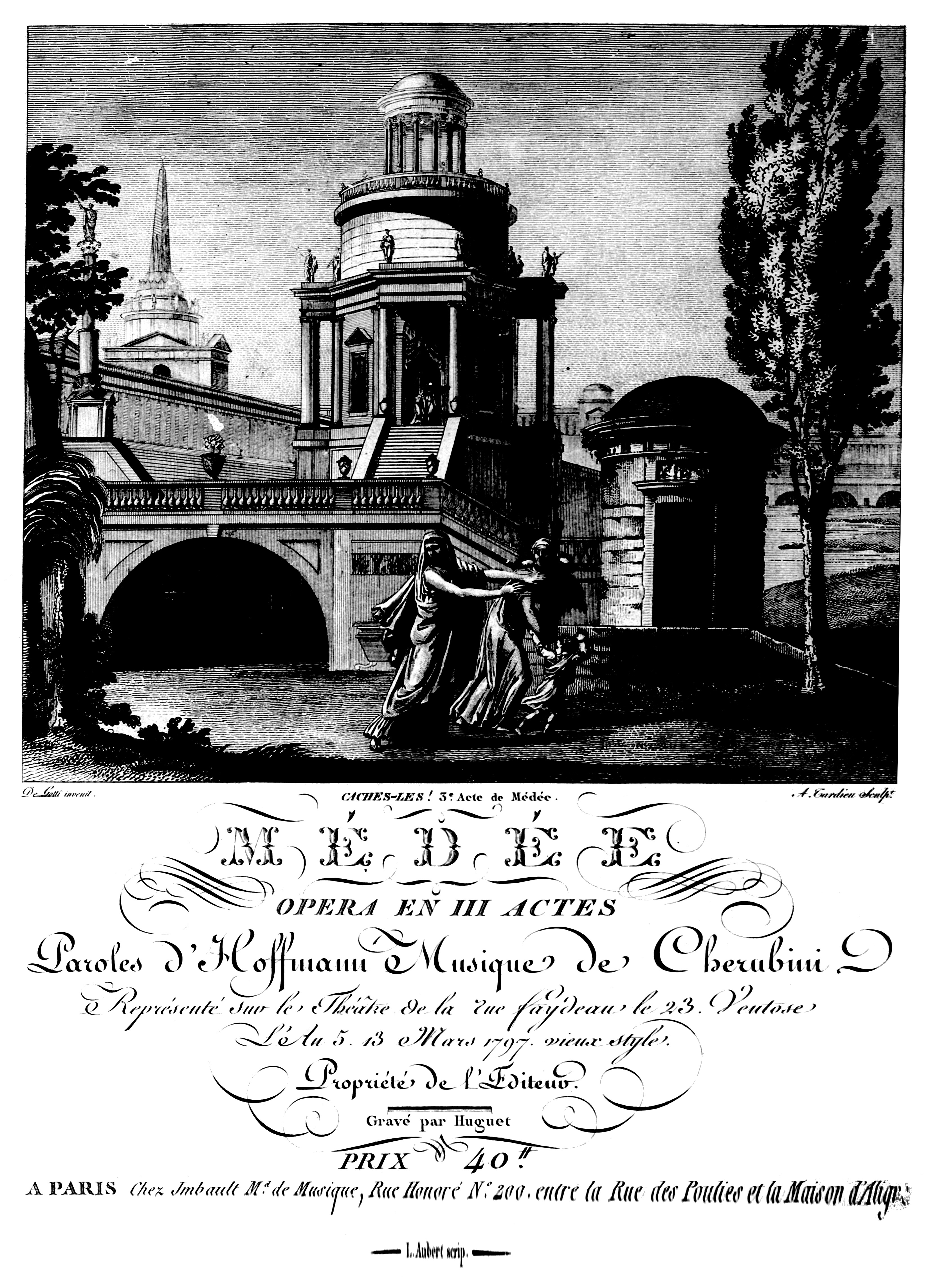

В эти же годы операми «Лодоиска» (1791) и «Элиза» (1794) Керубини создал новый оперный жанр — так называемую «оперу спасения», героическую, остросюжетную музыкальную драму, основной темой которой была борьба с тиранией. В этот период Керубини уже становится убеждённым последователем Глюка, не только в его понимании назначении оперы, но и в выборе музыкальных средств, отдавая предпочтение классической простоте, законченности формы, мелодической ясности. Эти принципы Керубини развивал и в следующих своих операх: «Медея» (1797), «Два дня» (или «Водовоз», 1800), «Анакреон» (1803), «Фаниска» (1806)…
В 1795 году Керубини стал одним из основателей Парижской консерватории и много сил отдал её организации и совершенствованию. С первых дней он был преподавателем и инспектором, с 1816 года профессором, а в 1822 году назначен директором и занимал этот пост до 1841 года. Он воспитал немало учеников, среди которых Даниэль Франсуа Обер, Фроманталь Галеви, оставил несколько научно-методических трудов, в том числе учебник по вокалу, благословил совсем юного Феликса Мендельсона и предрёк ему большое будущее.
Пришедший к власти в 1799 году Наполеон находил музыку Керубини «слишком громкой», однако ценил его как музыкального деятеля и дирижёра, — положение Керубини не ухудшилось. Оно не ухудшилось и в период Реставрации: к 1815 году Керубини был уже настолько признан, как во Франции, так и за её пределами, что именно ему, бывшему композитору Революции, была заказана коронационная месса для Людовика XVIII, а затем и Реквием памяти казнённого в 1793 году Людовика XVI. В 1816 году Керубини был назначен верховным интендантом музыки и возглавил Королевскую капеллу.
После «Абенсераги», поставленной на сцене Королевской академии музыки в 1813 году, Керубини уже крайне редко обращался к жанру оперы, больше внимания уделяя консерватории, а в области композиции отдавая предпочтение духовной музыке, камерной и симфонической.
Если верить М. Морамарко, Керубини был масоном, членом масонской ложи «Сен-Жан де Палестин» Великого востока Франции.

## Творчество
Когда в 1818 году Л. ван Бетховена спросили, кого он считает величайшим из современных композиторов, кроме себя самого, Бетховен ответил: «Керубини». Им восхищались Дж. Верди и Р. Вагнер, Р. Шуман и И. Брамс; его влияние заметно в операх К. М. фон Вебера и Г. Спонтини. И. В. Гёте, который считал, что в оперном жанре музыка должна соответствовать литературной основе («опера доставляет мне радость, когда либретто так же хорошо, как и музыка, и они, как говорится, идут нога в ногу»), говорил в октябре 1828 года: «Ежели вы спросите, какая опера мне по душе, я отвечу: „Водовоз“, в ней либретто так хорошо сделано, что его можно ставить на театре и без музыки, просто как пьесу, которая, конечно же, доставит удовольствие зрителям».
Луиджи Керубини написал свыше 30 опер, из которых наиболее успешными и до сих пор востребованными являются, прежде всего, «Медея» (фр. Médée, 1797), «Два дня» (фр. Les Deux Journées, 1800; в России ставилась под названием «Водовоз»), «Анакреон, или Мимолётная любовь» (фр. Anacreon, ou L'Amour fugitif, 1803). Зрелые оперы Керубини далеко уходят от традиции лёгкой итальянской оперы в сторону музыкального драматизма Глюка.
Керубини принадлежат также 11 месс, мотеты и антифоны. В этой части его наследия особое место занимают два реквиема, из которых первый (до минор, 1816, памяти Людовика XVI) Бетховен считал лучшим сочинением этого жанра. Именно Реквием Керубини был исполнен на похоронах Бетховена. Второй Реквием (ре-минор, 1836), несентиментальное сочинение для мужского хора, был согласно завещанию исполнен на похоронах самого Керубини.

## Сочинения

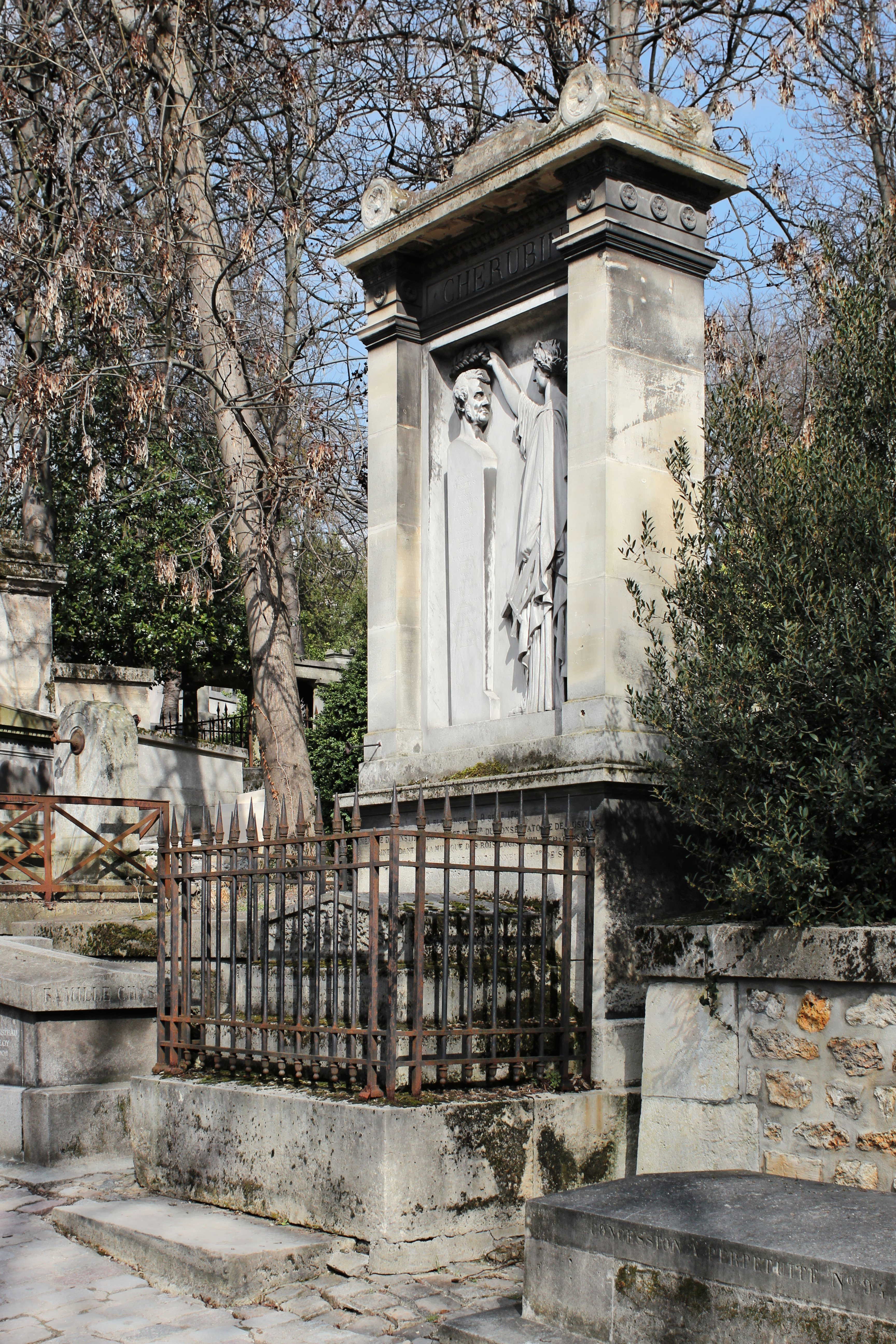
Могила Керубини на кладбище Пер-Лашез

### Оперы
Ниже приведён полный список опер Керубини. В скобках указаны дата и место первой постановки.

#### Интермеццо (итальянские)
- Amore artigiano (то есть Ремесленная любовь; Фьезоле, 1773).
- «Игрок» (Il giocatore; Флоренция, 1775?; утерян).
- Без названия (Флоренция, 1778).

#### Итальянские
- «Квинт Фабий» (Il Quinto Fabio; Алессандрия, 1779; вторая версия — Рим, 1783).
- «Армида» (Armida abbandonata, то есть  Армида отверженная; Флоренция, 1782).
- «Адриан в Сирии» (Adriano in Siria; Ливорно, 1782).
- «Мезенций, царь Этрурии» (Mesenzio, re d’Etruria; Флоренция, 1782).
- Lo sposo di tre e marito di nessuna (то есть Обрученный с тремя и не женатый ни на одной; Венеция, 1783)
- «Александр в Индиях» (L’Allessandro nelle Indie; Мантуя, 1784).
- «Идалида» (L’Idalide; Флоренция, 1784).
- «Деметрий» (Demetrio; Лондон, 1785).
- «Мнимая принцесса» (La finta principessa; Лондон, 1785).
- «Юлий Сабин» (Il Giulio Sabino; Лондон, 1786).
- «Ифигения в Авлиде» (Ifigenia in Aulide; Турин, 1788).
- «Олимпиада» (Olimpiade; неоконченная).

#### Французские
- «Демофон» (Démophoon; Париж, 1788).
- «Лодоиска» (Lodoïska; Париж, 1791).
- «Элиза» (Eliza, ou le voyage aux glaciers du Mont Saint-Bernard, то есть Элиза, или путешествие на ледники горы Сен-Бернард; Париж, 1794).
- «Медея» (Médée; Париж, 1797, либретто Франсуа Бенуа Гофмана).
- «Португальский трактир» (L’hôtellerie portugaise; Париж, 1798).
- «Наказание» (La punition; Париж, 1799).
- «Узница» (La prisionnière; Париж, 1799).
- «Два дня, или Водовоз»; Les deux journées, ou Le porteur d’eau); Париж, 1800).
- «Эпикур» (Epicure; Париж, 1800).
- «Анакреонт, или мимолетная любовь» (Anacréon ou l’amour fugitif; Париж, 1803).
- «Фаниска» (Faniska; Вена, 1806).
- «Пигмалион» (Pimmalione; Париж, 1809).
- «Крещендо» (Le Crescendo; Париж, 1810).
- «Абенсераги» (Les Abencérages, ou L'étendard de Grenade, то есть Абенсераги, или гранадское знамя; Париж, 1813).
- «Баярд в Мезьере» (Bayard à Mézières; Париж, 1821).
- Blanche de Provence, ou La cour de fées (то есть Бланш из Прованса, или суд фей; Париж, 1821).
- «Маркиза де Бренвилье» (La marquise de Brinvilliers ; Париж, 1831).
- «Али-Баба, или Сорок разбойников» (Ali-Baba ou Les quarante voleurs; Париж, 1833).

#### Прочее
- «Конгресс королей» (Le congrès des rois; Париж, 1794; совместно со множеством других композиторов).
- Koukourgi (1792—1793; вновь открытая опера, впервые поставлена в 2010 году[11]).

### Духовная музыка

#### Мессы
От Керубини сохранилось одиннадцать месс, четыре и них были опубликованы при его жизни и имеют номера.
1. Месса D-dur (Kyrie и Gloria) для солистов (SATB), четырёхголосного хора и оркестра (Флоренция, 1773).
2. Месса C-dur (Kyrie и Gloria) для солистов (SATB), четырёхголосного хора и оркестра (Флоренция, 1774).
3. Месса C-dur (Kyrie и Gloria) для солистов (SATB), четырёхголосного хора и оркестра (Флоренция, 23 августа 1775).
4. Месса № 1 F-dur (для принца Шиме) для солистов (STB), трёхголосного хора и оркестра (1808—1809, 1810).
5. Месса № 2 d-moll (для князя Эстерхази) для солистов (SATB, дополнительно в одном номере вторые сопрано и тенор), четырёхголосного хора и оркестра (1811).
6. Торжественная месса (№ 4) C-dur (1816).
7. Торжественная месса Es-dur (1816).
8. Торжественная месса E-dur для солистов (SATB), четырёхголосного хора и оркестра (1818).
9. Торжественная месса G-dur, для коронации Людовика XVIII (1819).
10. Торжественная месса (краткая) B-dur (1821).
11. Месса № 3 A-dur, для коронации Карла X (1825).

##### Утерянные и спорные
- Месса для хора и оркестра (Флоренция, 3 августа 1776; утеряна).
- Месса «Te laudamus Domine», op. 20.
- Petite messe de la Sainte Trinité d-moll (ок. 1817).

##### Реквиемы
- Реквием № 1 c-moll для четырёхголосного хора и оркестра (1816; Сен-Дени, 21 января 1817), написан для годовщины гибели Людовика XVI.
- Реквием № 2 d-moll[нем.] для трёхголосного мужского хора (1836; Парижская консерватория, 23 марта 1838).

#### Прочее
- 38 мотетов.
- Антифоны.

### Произведения для оркестра
- Симфония D-dur (1815).
- Концертная увертюра (1815).
- Траурный марш к Реквиему № 1 (1820).
- Marche religieuse к мессе № 3 A-dur (1825).

### Камерные произведения
- Шесть сонат для клавесина (1780):
  - № 1 F-dur.
  - № 2 C-dur.
  - № 3 B-dur.
  - № 4 G-dur.
  - № 5 D-dur.
  - № 6 Es-dur.
- Шесть струнных квартетов:
  - № 1 Es-dur (1814).
  - № 2 C-dur (1829).
  - № 3 d-moll (1834).
  - № 4 E-dur (1834—1835).
  - № 5 F-dur (1835).
  - № 6 a-moll (1835—1837).
- Струнный квинтет (для двух скрипок, альта и двух виолончелей) e-moll (1837).